# Моргуліс Зіновій Григорович
Зіновій Григорович Моргуліс (1880, Погреби, сучасний Тетіївський район — ?) — український громадсько-політичний діяч, член Української Центральної Ради.

## Біографія
Присяжний повірений. Належав до Української соціал-демократичної робітничої партії. З 1917 року член української партії соціалістів федералістів. Член Української Центральної Ради від українців Комітету Південно-Західного фронту Всеросійського Союзу міст. З 1917 по 1918 рр. товариш Київського губернського комісара Української Центральної Ради. З 1918 року юрисконсульт Київської округи водних шляхів. З 1918 по 1919 рр. київський губернський комісар. За радянської влади — науковий співробітник ВУАН, член колегії адвокатів, юрисконсульт «Молочарсоюза».
Засуджений в справі СВУ 1930 року. Помер на засланні.
Реабілітований посмертно 1989 року.